# أوليفييه ميشو
أوليفييه ميشو هو لاعب هوكي الجليد كندي، ولد في 14 سبتمبر 1983 في بيل أوي، كيبك في كندا.

## وصلات خارجية
- أوليفييه ميشو على موقع دوري الهوكي الوطني (الإنجليزية)
- أوليفييه ميشو على موقع EliteProspects.com (الإنجليزية)
- أوليفييه ميشو على موقع HockeyDB.com (الإنجليزية)
- أوليفييه ميشو على موقع Hockey-Reference.com (الإنجليزية)